# Цикл надочікувань
Цикл надочі́кувань англ. hype cycle — графічне представлення зрілості, прийняття і суспільного застосування конкретних технологій.

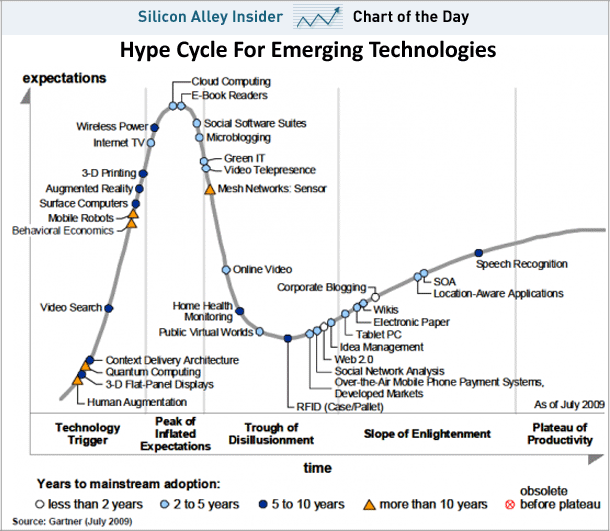

З 1995 року Gartner використовувала цикли надочікувань для опису надмірного ентузіазму англ. hype і подальшого розчарування, які зазвичай відбуваються при входженні нових технологій.
Поняття широко використовується як самою компанією, так і іншими коментаторами ринку для прогнозування і пояснення тих чи інших тенденцій, пов'язаних з появою будь-якої нової технології.
Суть поняття така: кожна технологічна інновація проходить кілька етапів для досягнення зрілості, кожен з яких характеризується різним суспільним і професійним інтересом, послідовність етапів така:
- Технологічний тригер (англ. technology trigger) — поява інновації, початок публікацій про нову технологію;
- Пік надмірних очікувань (англ. Peak of Inflated Expectation) — від нової технології очікують революційних властивостей, технологія, завдяки новизні, стає популярною і предметом широкого обговорення в суспільстві;
- Позбавлення від ілюзій (англ. Trough of Disillusionment) — виявляються недоліки технології, а втрата новизни не сприяє захопленим публікаціям, в співтоваристві відзначається розчарування новою технологією;
- Подолання недоліків (англ. Slope of Enlightenment) — усуваються основні недоліки, інтерес до технології повільно повертається, технологія починає впроваджуватися в комерційних проектах;
- Плато продуктивності (англ. Plateau of Productivity) — наступ зрілості технології, суспільство сприймає технологію як даність, усвідомлюючи її переваги, недоліки та обмеження.